# Brækpose
En brækpose (også kendt som luftsygepose) er en pose der som regel stilles til rådighed for passagerer på fly og færger til opsamling og opbevaring af opkast i tilfælde af transportsyge. Hovercraft-færger og sågar togselskaber stiller nogengange sådanne poser til rådighed.
Den plasticforede brækpose blev opfundet af Gilmore Schjeldahl for Northwest Orient Airlines i 1949 . Tidligere designs var lavet af vokspapir eller pap. Moderne poser laves som regel stadig af plasticforet papir, men en stor del (specielt fra Latinamerika) laves helt i plastic.

## Alternativ brug
Udviklingen af større fly og bedre design har reduceret antallet af folk, der får transportsyge. Dette har medført at poserne har fået en sekundær anvendelse som en vandtæt affaldspose, hvilket ofte fremgår af teksten og instruktionerne på posen.

## Ekstern henvisning
- Historien bag brækposen Arkiveret 16. maj 2008 hos  Wayback Machine (engelsk)

1. ↑  "Arkiveret kopi". Arkiveret fra originalen 16. maj 2008. Hentet 22. december 2008.